# Swanage Railway
| Ein Zug der Swanage Railway, gesehen von Corfe Castle |                      |                                         |                                         |
| |                      |                                         |                                         |
| Streckenlänge: | 10 (16) km           |                                         |                                         |
| Spurweite: | 1435 mm (Normalspur) |                                         |                                         |
| |                      |                                         |                                         |
| \| \| \| South Western Main Line von Bournemouth \| \| \| \| \| Wareham \| \| \| \| \| South Western Main Line nach Weymouth \| \| \| \| \| \| \| \| \| \| Ölterminal Furzebrook \| \| \| \| \| A351 \| \| \| \| \| Norden \| \| \| \| \| Studland road (B3351) \| \| \| \| \| Sandy Hill Lane \| \| \| \| \| Corfe Castle \| \| \| \| \| A351 \| \| \| \| \| Harman’s Cross \| \| \| \| \| A351 \| \| \| \| \| Washpond Lane \| \| \| \| \| Herston Halt \| \| \| \| \| Victoria Avenue (A351) \| \| \| \| \| Swanage \| \| |                      |                                         |                                         |
| Strecke |                      | South Western Main Line von Bournemouth | South Western Main Line von Bournemouth |
| Bahnhof |                      | Wareham                                 | Wareham                                 |
| Abzweig geradeaus und nach rechts |                      | South Western Main Line nach Weymouth   | South Western Main Line nach Weymouth   |
| Abzweig geradeaus und nach links · Strecke von rechts |                      |                                         |                                         |
| Strecke · Betriebs-/Güterbahnhof Streckenende |                      | Ölterminal Furzebrook                   | Ölterminal Furzebrook                   |
| Brücke |                      | A351                                    | A351                                    |
| Kopfbahnhof Strecke bis hier außer Betrieb |                      | Norden                                  | Norden                                  |
| Brücke |                      | Studland road (B3351)                   | Studland road (B3351)                   |
| Brücke |                      | Sandy Hill Lane                         | Sandy Hill Lane                         |
| Bahnhof |                      | Corfe Castle                            | Corfe Castle                            |
| Brücke |                      | A351                                    | A351                                    |
| Bahnhof |                      | Harman’s Cross                          | Harman’s Cross                          |
| Brücke |                      | A351                                    | A351                                    |
| Brücke |                      | Washpond Lane                           | Washpond Lane                           |
| Haltepunkt / Haltestelle |                      | Herston Halt                            | Herston Halt                            |
| Brücke |                      | Victoria Avenue (A351)                  | Victoria Avenue (A351)                  |
| Kopfbahnhof Streckenende |                      | Swanage                                 | Swanage                                 |

Die Swanage Railway ist heute eine Museumsbahn. Die Nebenstrecke von einer Abzweigstelle nahe Wareham nach Swanage in Dorset wurde 1885 eröffnet, und die unabhängige Eisenbahngesellschaft, die sie erbaute, ging 1886 in der größeren London and South Western Railway auf.
Der Personenverkehr endete 1972. Es verblieb nur ein Rest an Güterverkehr über einen Teil der Strecke, die übrigen Gleise ließ British Rail noch im gleichen Jahr entfernen. Dennoch gelang es Eisenbahnfreunden, die Strecke – ausgehend von Swanage – nach und nach wieder aufzubauen.

## Die ursprüngliche Eisenbahn

### Frühe Industrie
Schon vor dem Viktorianischen Zeitalter gab es auf der Isle of Purbeck viele Steinbrüche und Tongruben. Ein Teil des Tons wurde an Ort und Stelle verarbeitet, aber der Großteil der Produktion wurde zur Verwendung anderswo abtransportiert. Der Transport erfolgte überwiegend per Küstenschifffahrt, und in einigen Fällen wurden einfache Feldbahnen für den Transport innerhalb der Gruben und zu den verschiedenen Verladestellen am Naturhafen Poole Harbour gebaut.

### Von der Hauptstrecke links liegen gelassen
Die Southampton and Dorchester Railway eröffnete ihre Hauptstrecke durch Wareham im Jahre 1847. Der Zugverkehr wurde von der London and South Western Railway (LSWR) durchgeführt, und 1848 übernahm die LSWR die Bahngesellschaft. Die neue Strecke gab der Gegend eine durchgehende Eisenbahnverbindung nach London, aber sie kam nicht nahe genug, um den Transport von Bodenschätzen an sich zu ziehen, die vorläufig weiterhin überwiegend per Küstenschifffahrt transportiert wurden.
Der Bau der Hauptstrecke durch Wareham beflügelte verschiedene Ideen, Swanage oder die Tongruben in Purbeck anzuschließen, aber diese erreichten nicht die erforderliche Unterstützung.

### Die Nebenstrecke

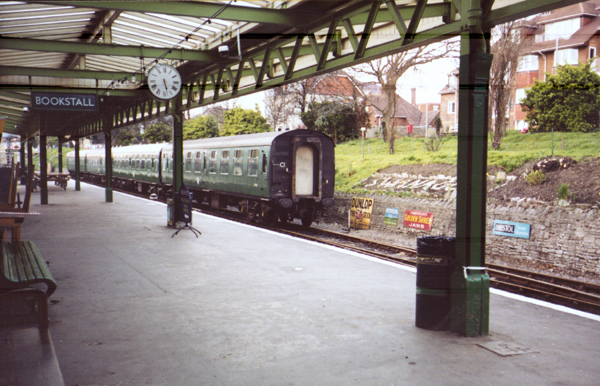
Bahnsteig in Swanage

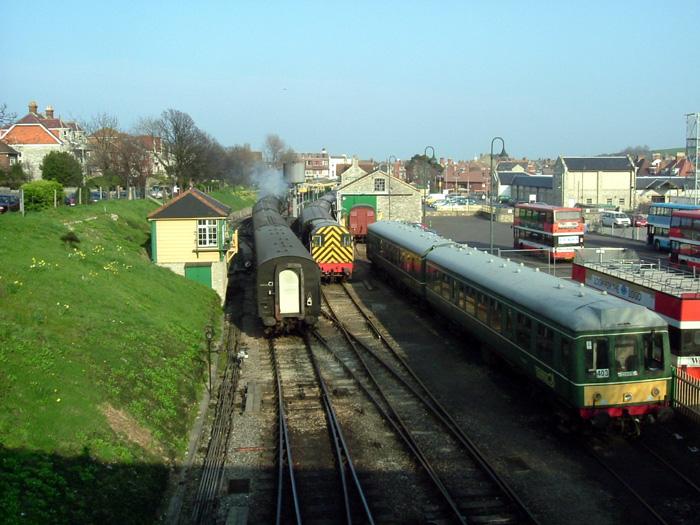
Bahnhof Swanage

Schließlich war ein Projekt für eine Zweigstrecke erfolgreich: am 18. Juli 1881 erhielt die Swanage Railway die erforderliche Genehmigung durch das Parlament mit einem Aktienkapital von 90.000 £ und der Berechtigung, verzinsliche Wertpapiere über 30.000 £ auszugeben.
Die Bahnlinie wurde am 20. Mai 1885 eröffnet und von Anfang an von der LSWR betrieben. Sie zweigt in Worgret Junction, mehr als eine Meile westlich des Bahnhofs Wareham, von der Hauptstrecke ab, ist eingleisig und 16 km lang.
Die Nebenstrecke kreuzte die ältere Furzebrook Railway, eine schmalspurige Industriebahn für den Transport von Ton zur Verladestelle am River Frome, und die Middlebere Plateway, die das Mineral an den Poole Harbour brachte. Jedoch hatten die Besitzer dieser Strecken wenig Interesse, Umladestellen zur Swanage Railway einzurichten. Es gab nur einen einzigen Zwischenbahnhof in Corfe Castle. Die Höhenverlauf ist wellenförmig mit Neigungen von bis zu 13 ‰. Von Worgret Junction fällt die Strecke auf eine Länge von einer Meile und steigt dann wieder bis Furzebrook an; von dort fällt sie bis Corfe Castle und steigt wieder bis etwa zur Hälfte der verbleibenden Strecke nach Swanage an, um schließlich zum Endbahnhof abzufallen.
Der erste Fahrplan enthielt fünf Personenzüge pro Tag und Richtung sowie einen täglichen Güterzug. Ab dem 1. August 1885 wurden Personen- und Güterverkehr zusammengelegt, und es verkehrten gemischte Züge.
Durch einen Parlamentsbeschluss vom 25. Juni 1886 wurde die Swanage Railway von der LSWR übernommen. Dies war jedoch lediglich eine Formalität, da die LSWR schon 1881 die Verbindlichkeiten der Swanage Railway in Höhe von 2914 £ übernommen hatte und de facto seitdem ihr Zahlmeister war.
Der alte kleine Bahnhof in Wareham östlich des Bahnübergangs wurde durch einen größeren Bahnhof westlich davon ersetzt, der groß genug war, den Umsteige- und Umladeverkehr zur Swanage Railway zu bewältigen. Er wurde am 4. April 1887 eröffnet.

### Das 20. Jahrhundert
Zu Beginn des 20. Jahrhunderts kam der Urlaub in Seebädern in Mode, und zu dieser Zeit wurden durchgehende Züge von London eingerichtet. Der Zugverkehr wurde nach und nach verbessert; im Winter 1931 gab es täglich 13 Personenzüge auf der Strecke. Die Kaolingruben und Abbaustätten anderer Mineralien auf der Isle of Purbeck waren zunächst nicht an die Swanage Railway angeschlossen worden, aber schließlich wurden Umladestellen geschaffen und die Mineralien per Bahn weitertransportiert.
Durch den Railways Act 1921 wurden die zahlreichen britischen Bahngesellschaften zu vier großen Unternehmen zusammengeschlossen, und die LSWR wurde ein Teil der neuen Southern Railway. Der Transport Act 1947 brachte eine weitere Reorganisation: die Eisenbahnen wurden als British Railways 1948 verstaatlicht.
In der Zeit nach 1945 wurden die Nahverkehrszüge auf der Nebenstrecke als Wendezüge betrieben. An einige dieser Züge wurden Kurswagen angehängt, und wenn die Lokomotive die Nahverkehrswagen schob, befanden sich die Kurswagen hinter der Lokomotive ("Sandwich").
Durch die Zunahmen des Straßenverkehrs, sowohl für den Personen- als auch den Gütertransport, ging die Nutzung der ländlichen Nebenstrecken in den 1960er Jahren rasch zurück. Die Swanage Railway wurde jedoch in dem 1963 veröffentlichten Report The Reshaping of British Railways, der die Schließung vieler solcher Linien empfahl, nicht erwähnt.
1966 endete die Zeit der Dampftraktion in der Gegend. Der Personenverkehr wurde mit dieselelektrischen Triebwagen der Baureihe 205 abgewickelt. An Samstagen im Sommer 1969 verkehrte ein durchgehender Zug von London, gezogen von einer Diesellokomotive.
Im Mai 1967 ließ die damalige Regierung defizitäre Nebenstrecken untersuchen, und die Einstellung des Personenverkehrs auf der Swanage Railway wurde empfohlen. Ende 1967 kündigte British Railways die Schließung der Strecke zum September 1968 an. Auf Grund von Widerstand, der hauptsächlich mit Problemen des Busverkehrs in den Sommermonaten argumentierte, wurde die Schließung verschoben. Ein Inspektor des Umweltministeriums erklärte, dass die Strecke erhalten bleiben sollte, aber diese Empfehlung wurde später vom zuständigen Minister übergangen. Am 3. Januar 1972 verkehrte der letzte Personenzug auf der Strecke.

### Furzebrook
In Furzebrook kreuzte die Swanage Railway die als Furzebrook Railway bezeichnete und dem Transport von Ton dienende Feldbahn der Pike Brothers. Zunächst gab es keine Verbindung zu dieser auf 2 ft 8½ in (825 mm) Spurweite verkehrenden Schmalspurbahn, aber später wurde eine Umladestelle eingerichtet.

### Norden
In Norden gab es einen Anschluss (Umladestelle) zur ebenfalls schmalspurigen Middlebere Plateway, die von Benjamin Fayle und seinen Nachfolgern betrieben wurde. Im Zweiten Weltkrieg gab es dort besondere Nebengleise des Militärs für Eisenbahngeschütze.

### Nach dem Ende des Personenverkehrs
Auch nach der Einstellung des Personenverkehrs gab es weiterhin Güterverkehr von Furzebrook, wo die Pike Brothers Ton verluden.
1978 wurden weitere Nebengleise in Furzebrook verlegt, um Rohöl von dem Wytch-Farm-Ölfeld zu verladen; die Ölquellen befinden sich etwa fünf Kilometer entfernt, und das Öl wurde in einer Pipeline zur Verladestelle gebracht, die sich neben den Ladegleisen für den Ton befand.

## Erhaltung der Strecke
Im Mai 1972 wurde die Swanage Railway Society gegründet mit dem Ziel, einen ganzjährigen Zugverkehr für die örtliche Bevölkerung als Verbindung zur Hauptstrecke in Wareham wiederherzustellen, der durch den Betrieb dampfbetriebener Museumszüge während der Ferien ‚subventioniert‘ werden sollte.
Im Sommer 1972 beauftragte British Rail (BR) private Unternehmer, die Strecke zwischen Swanage und dem Anschluss zur Güterverladung in Furzebrook abzubauen. Die Swanage Railway Society (SR) organisierte Proteste, und es folgte eine Vereinbarung zwischen der SR und British Rail darüber, dass der Schotter vollständig an Ort und Stelle verblieb und eine halbe Meile Gleis bei Furzebrook nicht abgebaut wurde. Unabhängig davon blieb die Strecke von Furzebrook bis zum Anschluss an die Hauptbahn für den Transport von Ton weiter in Betrieb; später wurde in Furzebrook das Rohöl aus dem Wytch-Farm-Ölfeld verladen. British Rail hatte beabsichtigt, das Grundstück mit dem Bahnhof Swanage an einen privaten Investor zu verkaufen. Aber nachdem Evelyn King, der Unterhausabgeordnete für South Dorset, auf Wunsch der SR intervenierte hatte, bot BR es der Gemeinde Swanage zum Kauf an.
Zunächst unterstützten weder Dorset County Council (DCC) noch Swanage Town Council (STC) die Pläne der SR für eine Wiederinbetriebnahme der Bahnlinie. DCC wollte eine Umgehungsstraße für Corfe Castle auf der Bahntrasse bauen, und STC begann mit dem Abriss des Bahnhofs in Swanage. Um einen Ausweg aus der Sackgasse zu finden, gründete die SR zwei Tochterorganisationen: die Swanage and Wareham Railway Group sollte bei der Kommunalverwaltung Überzeugungsarbeit leisten; und die Southern Steam Group begann, historisches Eisenbahn-Rollmaterial zu sammeln und ein Eisenbahnmuseum zu gründen. Nach vielen Interventionen aus der Bevölkerung gestattete STC der Swanage Railway Society schließlich 1975, einen Teil des Geländes des Bahnhofs Swanage zu nutzen. 1975 kaufte DCC das Gelände der Bahnlinie zwischen der Anschlussstelle Furzebrook und der Northbrook Road (unmittelbar vor dem Bahnhof Swanage), um die Idee einer Umgehungsstraße für Corfe Castle weiterzuverfolgen. Die Swanage Railway Society stellte für die Southern Steam Group erfolgreich einen Antrag auf Gemeinnützigkeit, und in der Folge schlossen sich sowohl die Society als auch die Railway Group dem neuen Southern Steam Trust an.

### Wiederaufbau
1979 begann der Museumsbahnverkehr auf einem kurzen Stück der Strecke innerhalb der Ortschaft Swanage. Dieses wurde zunächst bis Herston Halt und 1988 dann bis Harman’s Cross verlängert; an diesen beiden Stellen hatte es vorher keinen Bahnhof gegeben. 1995 ging die Strecke bis nach Corfe Castle und weiter nach Norden, wo sich ein Park&Ride-Parkplatz befindet, wieder in Betrieb. Die Eröffnung des Bahnhofs Corfe Castle verzögerte sich bis zur Fertigstellung des Bahnhofs Norden, da DCC wegen möglicher Verkehrsprobleme in der engen Hauptstraße des Ortes (der A351 von Wareham nach Swanage) besorgt war. Am 3. Januar 2002 erfolgte der Lückenschluss zur Güterstrecke nach Furzebrook, und die Purbeck-Nebenstrecke war auf den Tag genau 30 Jahre nach ihrer Schließung wieder vollständig.

### Betrieb

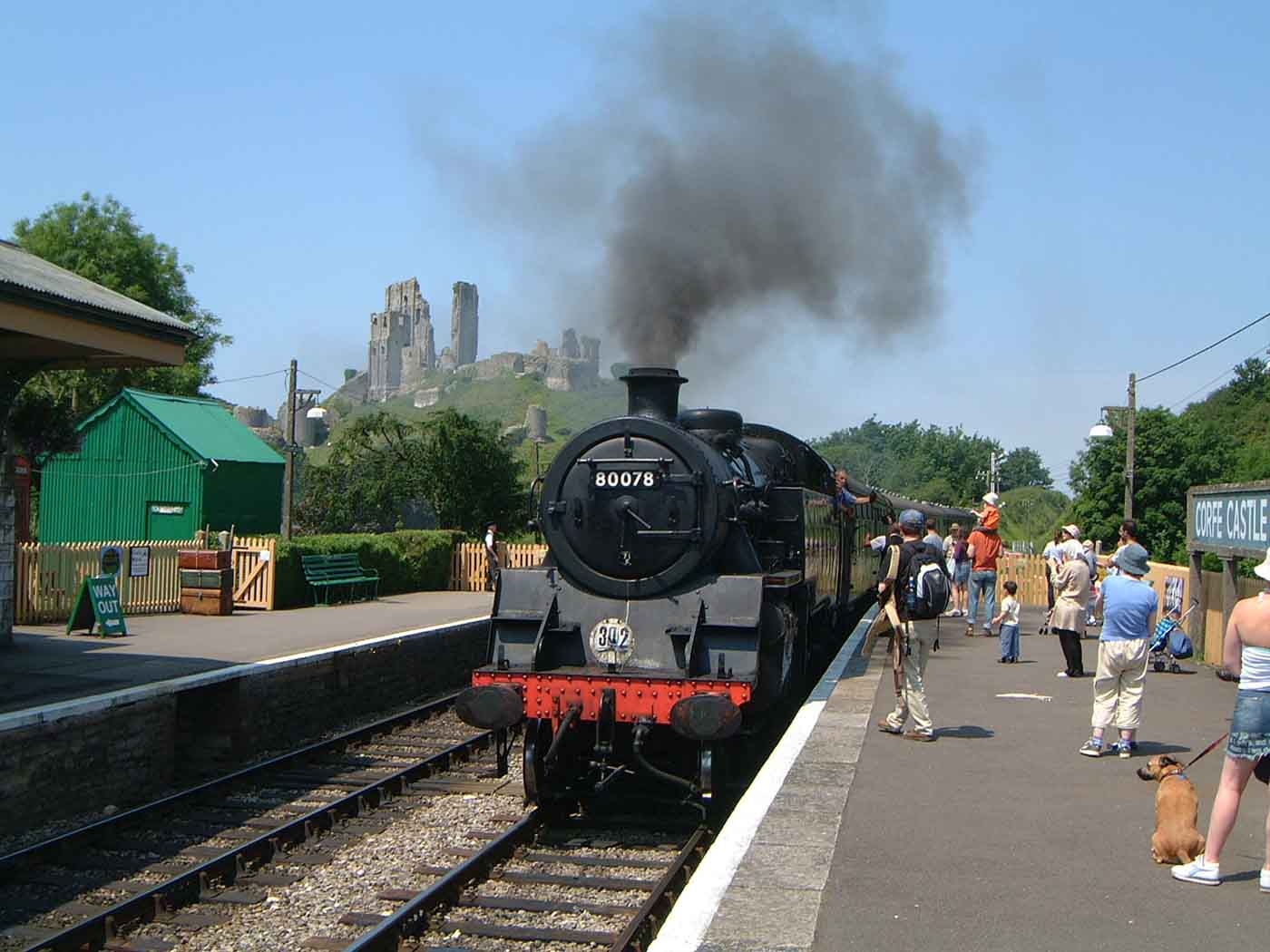
Dampflok 80078 fährt in den Bahnhof Corfe Castle ein; die gleichnamige Burgruine ist im Hintergrund sichtbar.

Zwischen Swanage und Norden verkehren das ganze Jahr über Züge an jedem Wochenende und den Bankfeiertagen. Von Ostern bis Ende Oktober gibt es einen täglichen Zugverkehr. Jedes Jahr im Dezember verkehren Nikolauszüge als besondere Attraktion.
Die Eisenbahnwerkstätten in Herston, am Ortsrand von Swanage, sind nicht an die Bahnstrecke angebunden. Lokomotivtransporte für Reparaturen müssen per Straßentransport durchgeführt werden, weil es der Swanage Railway nicht möglich gewesen ist, sich mit den örtlichen Grundeigentümern über den Bau eines Gleisanschlusses zu den Werkstätten in Herston zu einigen.

### Norden–Wareham
Auch wenn es seit 2002 eine durchgehende Gleisverbindung zur Hauptstrecke gibt, endete der regelmäßige Zugverkehr weiterhin in Norden. Die Verbindung wurde nur von gelegentlichen Sonderzügen genutzt. Erster durchgehender Zug seit 30 Jahren war ein brandneuer Dieseltriebzug der Baureihe 220 (Voyager) von Virgin Trains, Nr. 220018, der am 8. September 2002 nach Swanage fuhr, wo er den Namen Dorset Voyager erhielt.
Die Eisenbahngesellschaft arbeitete in den folgenden Jahren mit Network Rail und den örtlichen Gebietskörperschaften zusammen, um geeignetes Rollmaterial zu beschaffen und die Infrastruktur für zukünftige regelmäßige Zugfahrten zu ertüchtigen. Dorset County Council und Purbeck District Council bewilligten einen Zuschuss von 3,2 Millionen £ für die Neusignalisierung in Worgret Junction in der Nähe von Wareham, wo die Nebenstrecke der Swanage Railway von der von Network Rail betriebenen Hauptstrecke abzweigt. Aus dem staatlichen Coastal Communities Fund erhielt die SR 1,47 Millionen £ für die Modernisierung der Strecke und der Dieseltriebzüge, die sie zunächst befahren sollen. Für die Einrichtung eines beschrankten Bahnübergangs an der Straße zum Witch-Farm-Ölfeld bezahlte BP 500.000 £.
Der Probebetrieb zwischen Wareham und Norden – zunächst mit Dieseltriebwagen – sollte 2016 beginnen. Im Januar 2016 gab die SR eine Verschiebung auf das Frühjahr 2017 bekannt, weil sich die Aufarbeitung der historischen Triebwagen verzögert. Am 13. Juni 2017 begann schließlich der planmäßige Verkehr zwischen Wareham und Swanage. Eingesetzt wird zunächst ein aus Personenwagen gebildeter Zug mit je einer Diesellok an jedem Ende, der nur während des Sommers an 60 (2017) bzw. 90 (2018) Tagen verkehrt.